# Leopold Pelldram

Leopold Pelldram ca. 1865

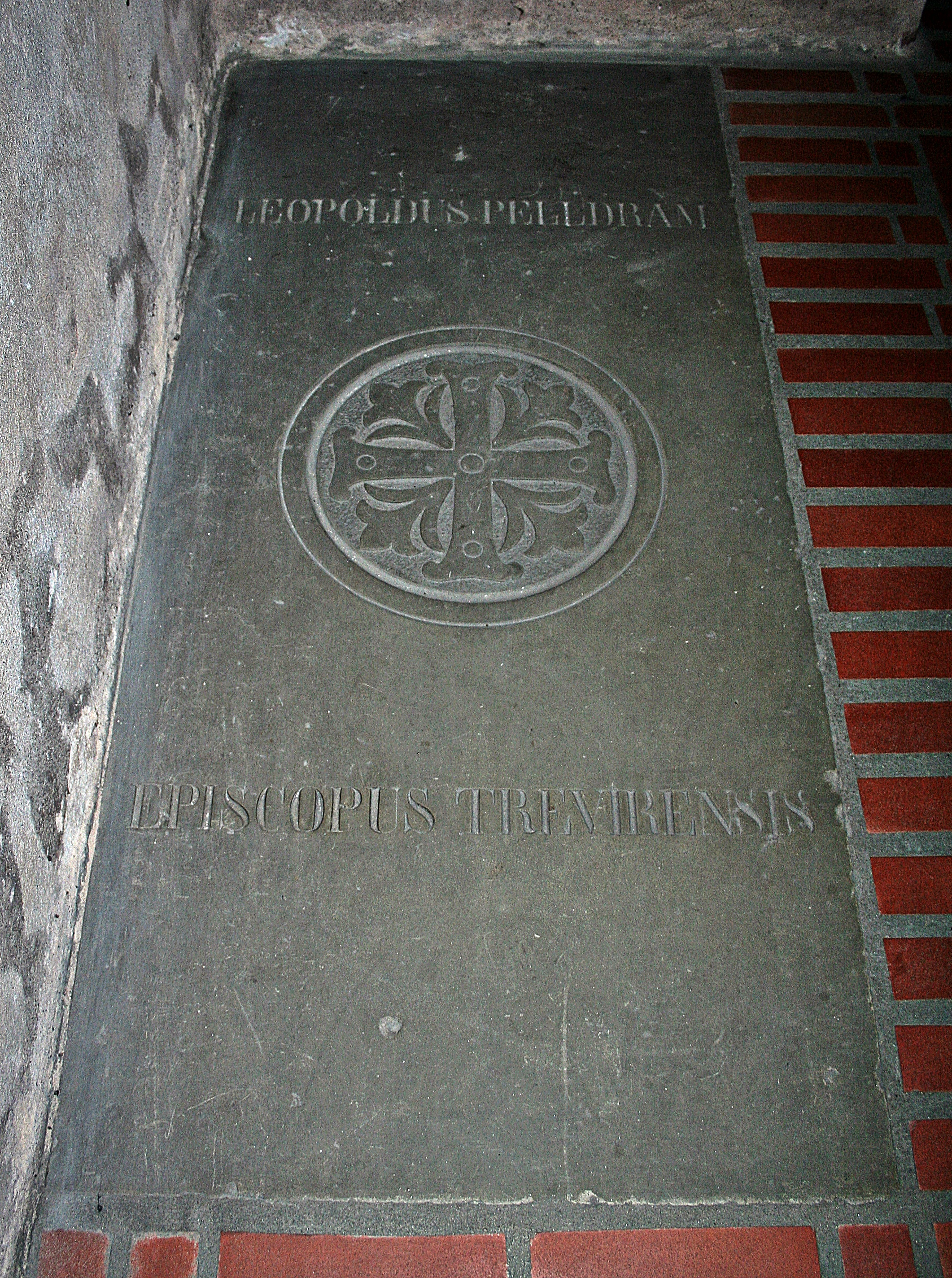
Grab von Bischof Leopold Pelldram, Trierer Dom

Leopold Pelldram (* 3. Mai 1811 in Schweidnitz (Niederschlesien); † 3. Mai 1867 in Trier) war Bischof von Trier.

## Leben
Pelldram entstammte einer Arztfamilie und studierte in Bonn und Breslau katholische Theologie. Seit 1833 war er Mitglied des Corps Borussia Breslau. Am 5. April 1835 empfing er in Breslau die Priesterweihe und war zunächst Erzieher im gräflichen Haus Matuschka in Arnsdorf. 1840 wurde er Pfarrer in Schmiedeberg. 1844 wechselte er auf die Pfarrei Bad Warmbrunn und war ab 1846 zugleich Erzpriester und Kreisschulinspektor in Hirschberg. 1850 wurde er zum Propst an der St.-Hedwigs-Kirche in Berlin und zum Fürstbischöflichen Delegaten für die Mark Brandenburg und Pommern ernannt. Am 12. April 1859 erhielt er den Posten als Feldpropst der preußischen Armee, als welcher er am Sturm auf die Düppeler Schanzen am 18. April 1864 teilnahm. 
Pelldram war seit 1854 Ehrenmitglied des 1853 gegründeten Katholischen Lesevereins Berlin (jetzt KStV Askania-Burgundia Berlin), der ersten Korporation im KV.
Am 29. Dezember 1864 wählte das Trierer Domkapitel ihn zum Bischof von Trier, nachdem Matthias Eberhard von der Regierung mit dem Veto belegt worden war, und der anschließend gewählte Münchener Abt Bonifatius Haneberg die Wahl abgelehnt hatte. Die Konsekration erfolgte am 28. Mai 1865 in Breslau, die Inthronisierung in Trier am 11. Juni 1865.
Pelldrams schwache Gesundheit bedingte, dass Generalvikar Matthias Martini immer häufiger die Amtsgeschäfte übernahm und Weihbischof Matthias Eberhard immer mehr die Pontifikalfunktionen wahrnehmen musste. Pelldrams Engagement galt den Exerzitien seines Klerus und dem Bischöflichen Konvikt. Während seiner kurzen Amtszeit absolvierte er lediglich drei Visitationsreisen. Höhepunkte dieser Zeit waren der Trierer Katholikentag 1865, die Grundsteinlegung eines Erweiterungsbaues des Priesterseminars und die Einweihung der Trierer Mariensäule 1866. Pelldrams letzte Ruhestätte liegt im nördlichen Seitenschiff des Trierer Domes.